# Землетрясение на Чилоэ (2016)
Землетрясение на Чилоэ — землетрясение магнитудой в 7.6, произошедшее 25 декабря 2016 года в 225 километрах к юго-западу от Пуэрто-Монт на юге Чили в 11:22 по местному времени. Вследствие землетрясения на побережьях, расположенных на расстоянии до 1000 километров от эпицентра, было объявлено предупреждение о цунами и проведена эвакуация жителей острова Большой Чилоэ.
Цунами с максимальной высотой 0,44 м наблюдалось на острове Чилоэ. В некоторых частях острова были зафиксированы разрушения, но человеческих жертв, по данным правительства Чили, в результате землетрясения не было.